# Pieve di San Marcellino
La pieve di San Marcellino, nota anche come chiesa dell'Ascensione, è un luogo di culto cattolico situato a Monti, nel comune di Gaiole in Chianti, in provincia di Siena e diocesi di Arezzo-Cortona-Sansepolcro.

## Storia
L'edificio venne realizzato nei pressi di Cacchiano, un importante insediamento militare di epoca romana. Nelle sue vicinanze, alla fine del XIX secolo, venne scoperta una necropoli romana risalente al II-III secolo d.C. mentre altre tombe d'età imperiale vennero scoperte nei pressi della pieve.
Ebbe notevole importanza nel Medioevo e risulta di patronato della famiglia Ricasoli già dall 963.
Venne scelta come sede di importanti eventi. Nel 1029 vi fu emessa la sentenza favorevole al vescovo di Arezzo nella controversia con quello di Siena sull'appartenenza di alcune zone del Chianti. L'episodio più importante avvenne però nel 1176 quando i consoli senesi Forano e Rustichino e quelli fiorentini Cavalcante e Ristoradanno vi firmarono un accordo di pace riguardo ai confini tra le due repubbliche nel territorio del Chianti, accordo che venne poi confermato col Lodo di Poggibonsi del 1203.

## Descrizione
La pieve di San Marcellino venne completamente ricostruita alla metà dell'Ottocento secondo il gusto dell'epoca. Quando Emanuele Repetti visitò questo luogo l'allora pievano aveva già iniziato i lavori di trasformazione della canonica. Il Repetti descrive la vecchia chiesa così:«...il corpo della chiesa conserva la sua antica struttura a tre spartiti, quasi a croce greca, i di cui archi laterali osano su piccolissime colonne di materia, misure e con capitelli diversi tra loro».
Ai primi del XX secolo nel muro della casa canonica furono rinvenuti due cippi marmorei con iscrizioni databili entrambi al II secolo d.C. Uno recava la scritta: TIBERIUS - CLAUDIUS - GLYPTUS / L-A-D-D (Tiberius Claudius Glyptus locum adquisivit decreto decurionum) mentre sull'altro vi era inciso: ...PATRONIS PRAES/ TANTISSIMIS/ FFL - SECUNDINUS ET/ PERELIANUS PROC-SUMR/ EX VOTO LOCAVE- RUNT/ CURAN...(probabilmente si tratta di un ex voto che i liberti Secondino e Pereliano fanno ai loro padroni).
Nella pieve si conservano otto colonne e altrettanti capitelli di ordine corinzio già impiegati nella chiesa demolita nell'Ottocento. Le colonne sono state realizzate con materiali pregiati quali Marmo pario, Marmo cipollino e breccia africana e di queste sei sono ancora usate in chiesa mentre due, fino agli anni settanta, giacevano abbandonate nell'orto posto dietro la tribuna. Gli otto capitelli sono posti: due in chiesa sulle colonne ai lati del portale, cinque nella casa canonica mentre l'ultimo è posto sulla sommità della cappella mortuaria del vicino cimitero ed usato come base di una croce in ferro; tutti i capitelli presentano una eterogenea qualità artistica e un altrettanto varia collocazione cronologica tra la metà del I secolo d.C. e la fine del II e sembrano provenire da alcuni tempietti votivi per la adorazione delle divinità campestri.

## Piviere di San Marcellino
- chiesa di San Marcellino in Colle;
- chiesa di San Pietro in Barca;
- chiesa di San Pietro a Castagnoli;
- chiesa di Santa Maria a Rietine;

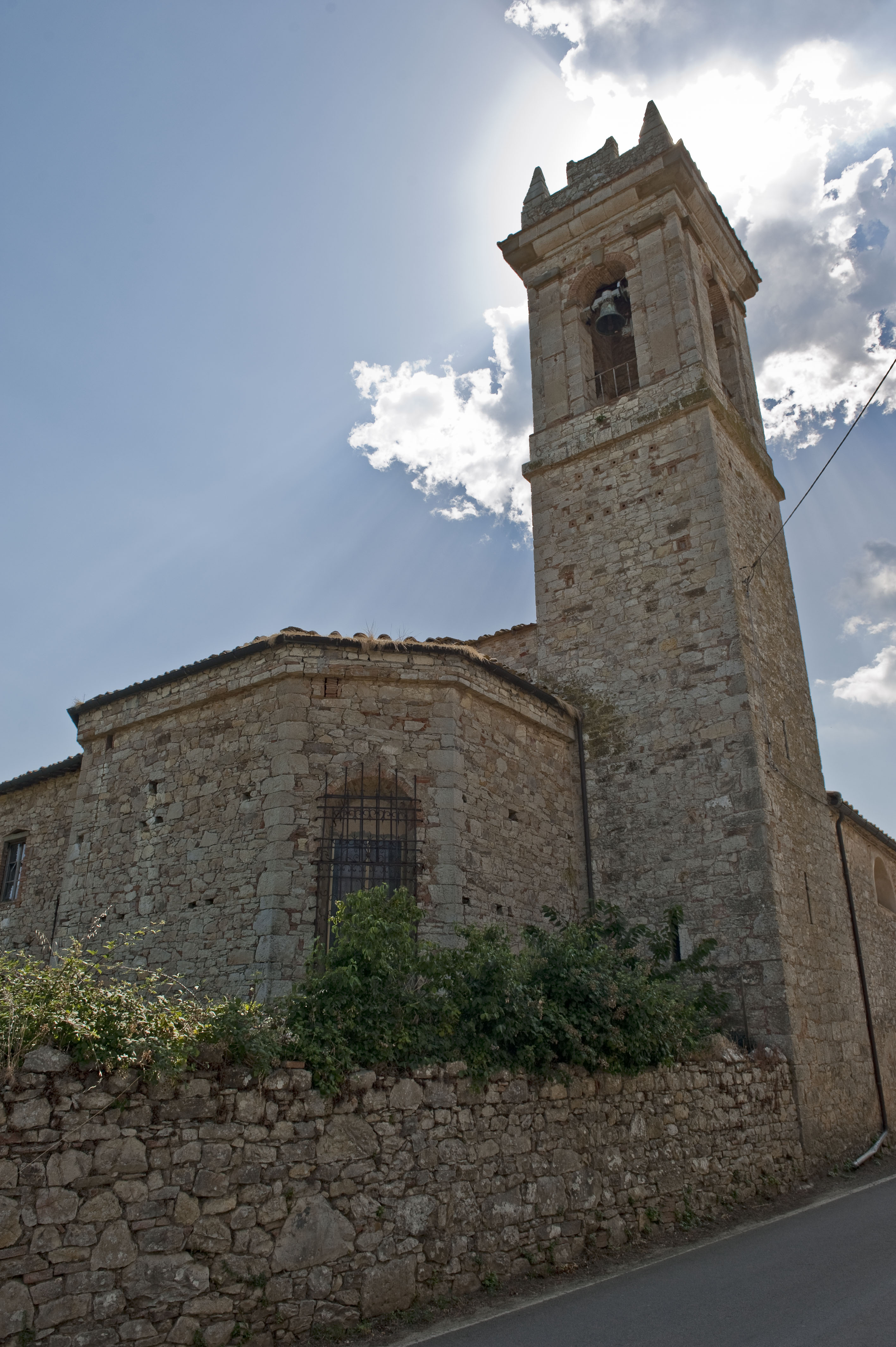
Abside

- chiesa di San Cristofano a Lucignanello;
- chiesa di San Martino a Lecchi;
- chiesa di San Jacopo a Barbischio;
- chiesa di San Quirico a Tornano;
- chiesa di San Regolo in Brolio (San Felice in Pincis);
- chiesa di Sant'Angelo di Lucignano;
- chiesa di Sant'Angelo di Nebbiano;
- chiesa di San Martino di Stieula;
- chiesa di San Bartolommeo di Stielle;
- chiesa di San Pietro a Larginino.